# Rudi Tusch
Rudi Tusch (ur. 6 listopada 1954 w Oberstdorfie) – niemiecki skoczek narciarski, trener i działacz sportowy, mistrz Niemiec z 1973 roku, główny trener reprezentacji Niemiec w latach 1988–1993.

## Życiorys
Uczestniczył w trzech edycjach mistrzostw świata w lotach narciarskich – w 1973 roku w Oberstdorfie zajął 50. miejsce, w 1975 roku w Tauplitz był 37., a w 1977 roku w Vikersund uplasował się na 36. miejscu. W lutym 1974 roku wziął udział w konkursach skoków na mistrzostwach świata w narciarstwie klasycznym w Falun. Zajął 47. miejsce w konkursie indywidualnym na normalnej skoczni.
W latach 1972–1977 regularnie prezentował się w konkursach Turnieju Czterech Skoczni. Jego najlepszym wynikiem w pojedynczym konkursie TCS było 31. miejsce w Garmisch-Partenkirchen w 1976 roku. Również w tym roku osiągnął najlepszy rezultat w klasyfikacji generalnej turnieju, zajmując 34. miejsce.
W 1973 roku został mistrzem Niemiec w skokach narciarskich.
Po zakończeniu kariery sportowej pracował jako trener, a następnie działacz w Niemieckim Związku Narciarskim. W latach 1988–1993 był głównym szkoleniowcem reprezentacji Niemiec w skokach narciarskich. Jako działacz pełnił m.in. funkcję dyrektora ds. skoków narciarskich.

## Osiągnięcia

### Mistrzostwa świata
| Miejsce | Data           | Miejscowość | Konkurs                         | Skok 1 | Skok 2 | Nota      | Strata   | Zwycięzca             |
| ------- | -------------- | ----------- | ------------------------------- | ------ | ------ | --------- | -------- | --------------------- |
| 47.     | 16 lutego 1974 | Falun       | skocznia normalna indywidualnie | 74,0 m | 75,0 m | 191,5 pkt | 67,4 pkt | Hans-Georg Aschenbach |

### Mistrzostwa świata w lotach narciarskich
| Miejsce | Data              | Miejscowość | Konkurs       | Skok 1  | Skok 2  | Skok 3  | Skok 4  | Skok 5  | Skok 6  | Nota      | Strata    | Zwycięzca             |
| ------- | ----------------- | ----------- | ------------- | ------- | ------- | ------- | ------- | ------- | ------- | --------- | --------- | --------------------- |
| 50.     | 11 marca 1973     | Oberstdorf  | indywidualnie | 97,0 m  | –       | –       | –       | –       | –       | 131,5 pkt | 287,0 pkt | Hans-Georg Aschenbach |
| 37.     | 14–16 marca 1975  | Tauplitz    | indywidualnie | 114,0 m | 109,0 m | 104,0 m | 106,0 m | 106,0 m | 125,0 m | 379,5 pkt | 133,0 pkt | Karel Kodejška        |
| 36.     | 18–20 lutego 1977 | Vikersund   | indywidualnie | 89,0 m  | 88,0 m  | 96,0 m  | –       | –       | –       | 124,5 pkt | 440,0 pkt | Walter Steiner        |

### Turniej Czterech Skoczni
| Edycja | Rok       | Oberstdorf | Garmisch-Partenkirchen | Innsbruck | Bischofshofen | Klasyfikacja |
| ------ | --------- | ---------- | ---------------------- | --------- | ------------- | ------------ |
| 21.    | 1972/1973 | 91         | 53                     | 61        | 50            | 70           |
| 22.    | 1973/1974 | 69         | 44                     | 84        | 34            | 62           |
| 23.    | 1974/1975 | 53         | 62                     | 69        | 71            | 63           |
| 24.    | 1975/1976 | 44         | 31                     | 35        | 47            | 34           |
| 25.    | 1976/1977 | 37         | 61                     | 48        | 61            | 51           |